# 一ノ瀬梓
一ノ瀬 梓（いちのせ あずさ）は、日本のAV女優。

## 略歴・人物
山形県出身。趣味はカラオケ、特技は料理。
2018年1月、SODクリエイトのレーベル「キミホレ」からデビューした現役女子大生のAV女優。

## 出演作品

### アダルトDVD
2018年
- 性格の良さ 恥じらい 腹筋、くびれ おっぱい(Fカップ) 100万人に1人のめっちゃ素人 AV debut（1月11日、SODクリエイト）
- 性格の良さ 恥じらい 腹筋、くびれ おっぱい(Fカップ) 100万人に1人のめっちゃ素人 経験した事のない刺激で開発 覚醒 腰をカクカク震わせめっちゃイキッ!（2月8日、SODクリエイト）
- 「また違うチ○チンが入ってます…もう何本目か分かんない…」 迫りくるメガチ〇ポの連続挿入で淫乱開花 性格の良さ 恥じらい 腹筋、くびれ おっぱい(Fカップ) 100万人に1人のめっちゃ素人 学校終わりに再会、断れない優しい性格につけ込んで終電までの8時間 ず〜っとSEX!SEX!SEX!（4月12日、SODクリエイト）
- 動けないご主人様に勝手にまたがり腰ギュンドクドクッ!中出し誘発メイド（5月7日、プレミアム）
- 現役介護士あずさ AVデビュー（5月7日、BeFree）※「あずさ」名義
- 石和温泉で見つけた卒業旅行中の美巨乳女子学生のお嬢さん タオル一枚 男湯入ってみませんか?+過激すぎて未公開だった（秘）映像を一挙大公開 40回記念 12名2枚組8時間SP（4月6日、SODクリエイト）※「まゆ」名義
- 義理父の連れ子のお兄ちゃんから毎日毎日ごっくん近親相姦（5月13日、MOODYZ）
- 忘年会NTR 〜一滴も酒が飲めない妻が上司のお酌を断りきれずに酔わされSEXされた映像〜（5月13日、溜池ゴロー）
- 都内某お洒落カフェで働く「NO」と言えない優しいウェイトレスかなちゃんを脱がせてみたら 童顔のくせしてスーパーモデル並みスレンダー巨乳 顔と身体のギャップに思わずSEX隠し撮り!!（5月13日、E-BODY）※「かな」名義
- 顔出し!女子大生限定 ザ・マジックミラー 徹底検証! 友達同士の男女が2人っきりの密室で初めての見つめ合いSEXに挑戦! 恥じらいながらもジッと目を合わせ続けた素人大学生はじわじわとハートに火がつき密着して感じ合う本気のSEXをしてしまうのか!? in池袋（5月19日、ディープス）※「ひびき」名義
- ド痴女だらけ強制24射精 痴女ハーレム楽園 〜男潮吹き・中出し・連続ヌキ 完全独り占め240分〜（5月25日、痴女ヘブン）
- 初めて付き合った彼女と初めてのデート初めての生中出し（5月25日、本中）
- 発掘ミラモン! 巨乳なのに神くびれな天真爛漫18才テニス部員が鮮烈AVデビュー!!（5月27日、FIRST STAR）※「平手明日香」名義
- この娘、断れないから… 卑猥マッサージと気弱純朴少女（6月1日、MOODYZ）
- SEXの逸材。 VOL.18 ドスケベ素人の衝撃的試し撮り 性癖をこじらせてプレステージに自らやって来た本物素人さん達の顛末。（6月1日、プレステージ）
- 発育真っ盛りの巨乳姪っ子とイク中出し不倫旅行（6月1日、キチックス）
- 朝から晩まで中出しセックス 32（6月7日、アイエナジー）
- 初めて出会ったおじさんとビクビク痙攣性感開発（6月13日、MOODYZ）
- ガチナンパ 撮影ロケで口説き落とせなかった 可愛さ!おっぱい!エロさ! 三拍子揃った奇跡の歯科助手 執念で再口説き!中出しAV出演!（6月15日、ピーターズ）
- 毎週金曜日にゴミ捨て場に現れる一ノ瀬さんは浮きブラで丸見え（6月22日、人妻花園劇場）
- グラビアアイドルをしている巨乳の彼女が親父マネージャーに寝取られ種付けプレスされていた。（6月25日、ダスッ!）
- 絶対妊娠! ガン反り生チ○ポで孕ませ中出しSEX!（6月25日、本中）
- 引きこもりの娘は隠れ巨乳でウエストがくびれていた! そして無職になったお父さんとの真っ昼間、親子水入らず2人っきりのいやらしい時間!!（6月26日、思春期フィクション）
- テキーラで酔いつぶれた常連女性客を持ち帰りバレないように泥酔種付け!!（6月29日（レンタル）/7月6日（セル）、LEO）
- 上司の彼女を強制放置 媚薬バイブNTR 身動きできない腰くね痙攣絶頂（7月1日、MOODYZ）
- 即ハメ×潮吹き×ポルチオ 大情熱SEX（7月6日、クリスタル映像）
- 一般男女モニタリングAV 心優しい巨乳の新任教師限定! 修学旅行中の男湯で教え子の男子高校生たちのチ○ポの悩みを大きなおっぱいと手コキとフェラで解消してくれませんか!? 初めて見た先生の裸に勃起が収まらない童貞生徒を優しく筆おろし! 禁断の中出し連続射精SEX!! 総発射26発（7月7日、ディープス）※「あい」名義
- 教育実習生完全強姦（7月7日、アタッカーズ）
- 純真無垢な素人女子大生の皆さん!童貞君と密着添い寝抱きしめ、しつこいぐらいの粘着キス、股まさぐりあい69で本気で恋に落ちちゃう本中筆おろししてもらえませんか?（7月13日、S級素人）
- 私立パコパコ女子大学 女子大生とトラックテントで即ハメ旅 10（7月13日、プレステージ）※「あずさ」名義
- 青い誘惑 弄ばれる家庭教師（7月19日、禁断の果実）
- 素人二十歳の専門学生ドスケベ本性曝け出し AV出演ドキュメント（7月19日、素人日記）※「あずさ」名義
- 出会って即生ハメ!即中イキッ!中出し直後のビクッビクンってイッてる時に激ピストン再開!「もうイッてるってばぁ!」抵抗を無視して追撃ピストン連続中出し!!（7月25日、本中）
- 中出しレ○プサークル ヤリサーの新姦コンパで彼氏の前で中出しされた新入生（7月26日、サディスティックヴィレッジ）
- 親の隙を見て誘惑してくる姉とドキドキ中出し（8月1日、ワンズファクトリー）
- 極上ボディで何度も射精させちゃう超淫乱高級デリヘル嬢 2（8月10日、BAZOOKA）
- 夏祭り帰りの浴衣美人をどうにか口説いて即日SEX 翌朝まで無限中出し（8月10日、S級素人）※「あずさ」名義
- 頭の先からつま先まで全身性器になってしまったオイルまみれSEX（8月19日、エンペラー）
- 街角シロウトナンパ! vol.23 ガールズバー編（8月24日、プレステージ）
- 妻が他人に抱かれてる…。 〜ねとりネトラレ寝取らせて〜（8月25日、マドンナ）
- キモい官能小説家にペット志願する乳首のキレイな女編集者（9月25日、セレブの友）
- 媚薬貞操帯×ビッグバンローター Vol.5 あずさ（仮名） 職業:介護士 (10月11日、サディスティックヴィレッジ)
- 禁欲10日目の媚薬 17 (10月25日、セレブの友)
- 服破き痴漢 (10月25日、ナチュラルハイ)
- 新任女教師 一ノ瀬梓 羽生ありさ マシンバイブ調教×催淫三角木馬×危険日中出し30連発 そのすべてで潮!潮!潮!32☆SPECIAL☆完全撮り下ろし＋過去全タイトル作品集32名!8時間2枚組 (11月8日、サディスティックヴィレッジ)
- 私、一ノ瀬梓は痴女になります。性格が良すぎるMっ娘な一ノ瀬梓がAV監督 真咲南朋から強制スパルタM男責めを伝授され変態Sっ気痴女優に覚醒! (11月19日、ROOKIE)
- AV女優と○○なしでヤレるか…スタッフ全員で実験してみた (11月25日、セレブの友)
- 秋葉原にある某メイドカフェでアルバイトをしてる巨乳専門学校生 マッチングアプリで知り合った金持ちのおっさんのチ●ポでイキ狂い!!! あずさちゃん (11月25日、JUMP)
- 息ができないほど…巨乳を押しつけられレズビアンに犯される私 声を出せない状況でカラダを弄られる教育実習生 (12月7日、ビビアン)

2019年
- 町内会INレズバトル (1月24日、サディスティックヴィレッジ)
- 激レア素人ちゃんを連れてきた。vol.03 現役女子大生のインテリ膣トレニスト・あずささん（22歳）＆高偏差値お嬢様女子○生・ゆうりちゃん（1○歳) (7月25日、激レア素人ちゃん/妄想族)

### イメージDVD
- ポチくりっく!（2018年4月27日、スパイスビジュアル）※「稲本くるみ」名義

### VR
2018年
- VR史上初! 服の中に潜り込めるVR 〜こっそり内緒の超密着4シチュエーション!〜（1月19日、SODクリエイト）
- 100万人に1人のめっちゃ素人 性格の良さが滲み出る現役女子大生一ノ瀬梓とキスたっぷりリアルいちゃラブSEX（1月26日、SODクリエイト）
- 2段ベッドの上で寝ているイケメンな弟の彼女が真夜中に僕の布団に入ってきて…ベッドが軋まないようにゆ〜っくり腰をくねらせながら耳元で淫語を囁かれるこっそり寝取り中出しセックス（2月23日、SODクリエイト）
- 美巨乳Fカップが何度も絶頂! ローターを乳首やクリに当てて感じている様を見せつけ、モーター音響くバイブを激しく上下させて大きく喘ぐ。 一度イッてもそのまま電マを当て続けられ連続絶頂。（5月26日、ブイワンVR）
- 壁ドンからの超密着合体!? 一ノ瀬梓と立ったまま見つめ合いながらの濃厚中出しセックス（6月14日、CRYSTAL VR）
- デカ尻ブルマ女子と部活合宿VR バレー部のむっちり肉厚ヒップを超堪能!ド迫力ハーレムSEX体験 (12月28日、kawaii*)